# Yanaqucha (Huamalíes)
Yanaqucha (du Quechua yana, noir, très sombre, et qucha, le lac "lac noir", orthographe hispanique Yanacocha) est un lac de la cordillère des Andes au Pérou situé dans la région de Huánuco, province de Huamalíes, district de Llata. Il est situé au sud-est du lac Saqraqucha, au pied de la montagne Warmi Wañusqa (Huarmihuañusqa). 